# Хеламбу

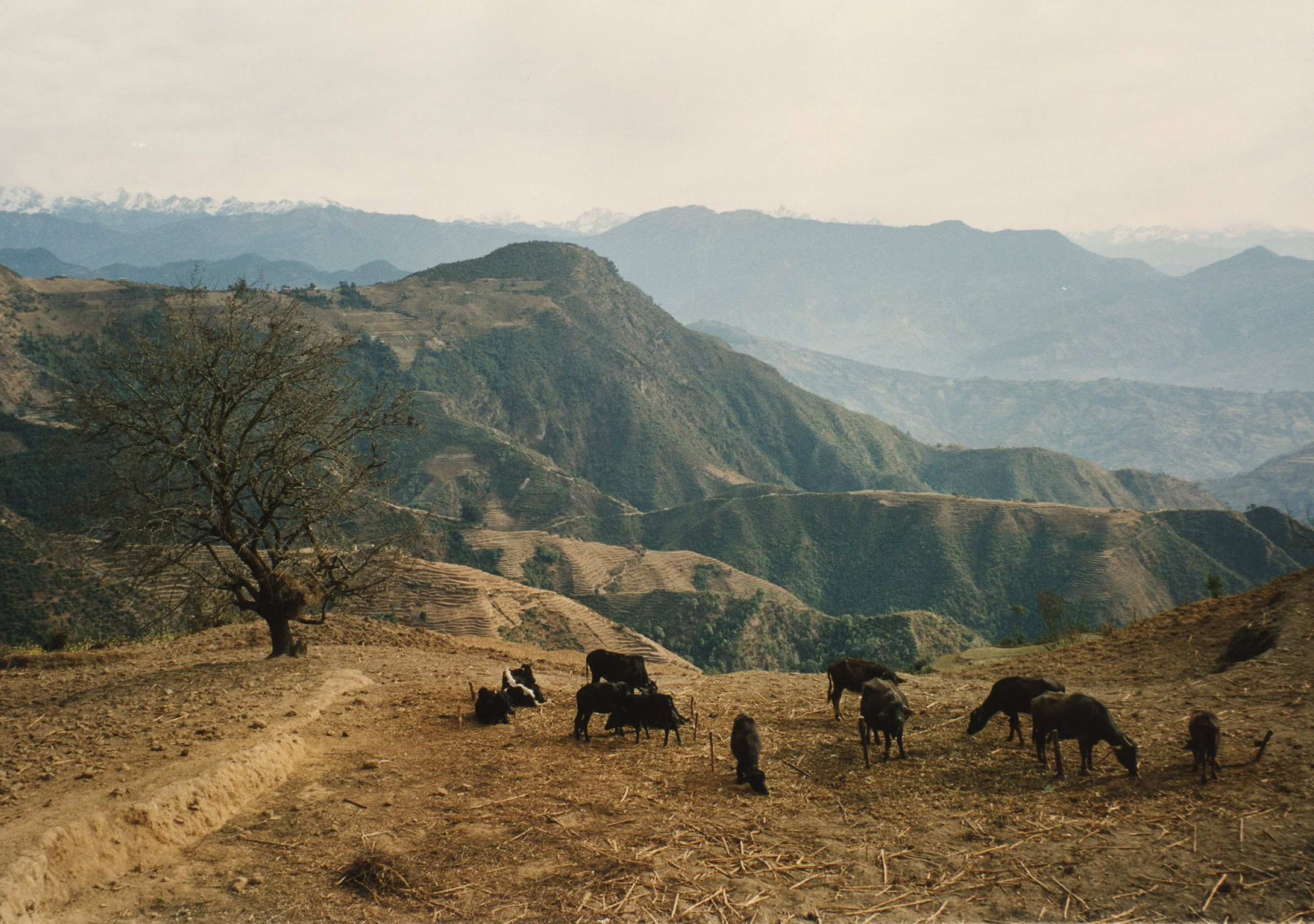
Чиплинг, 2150 м

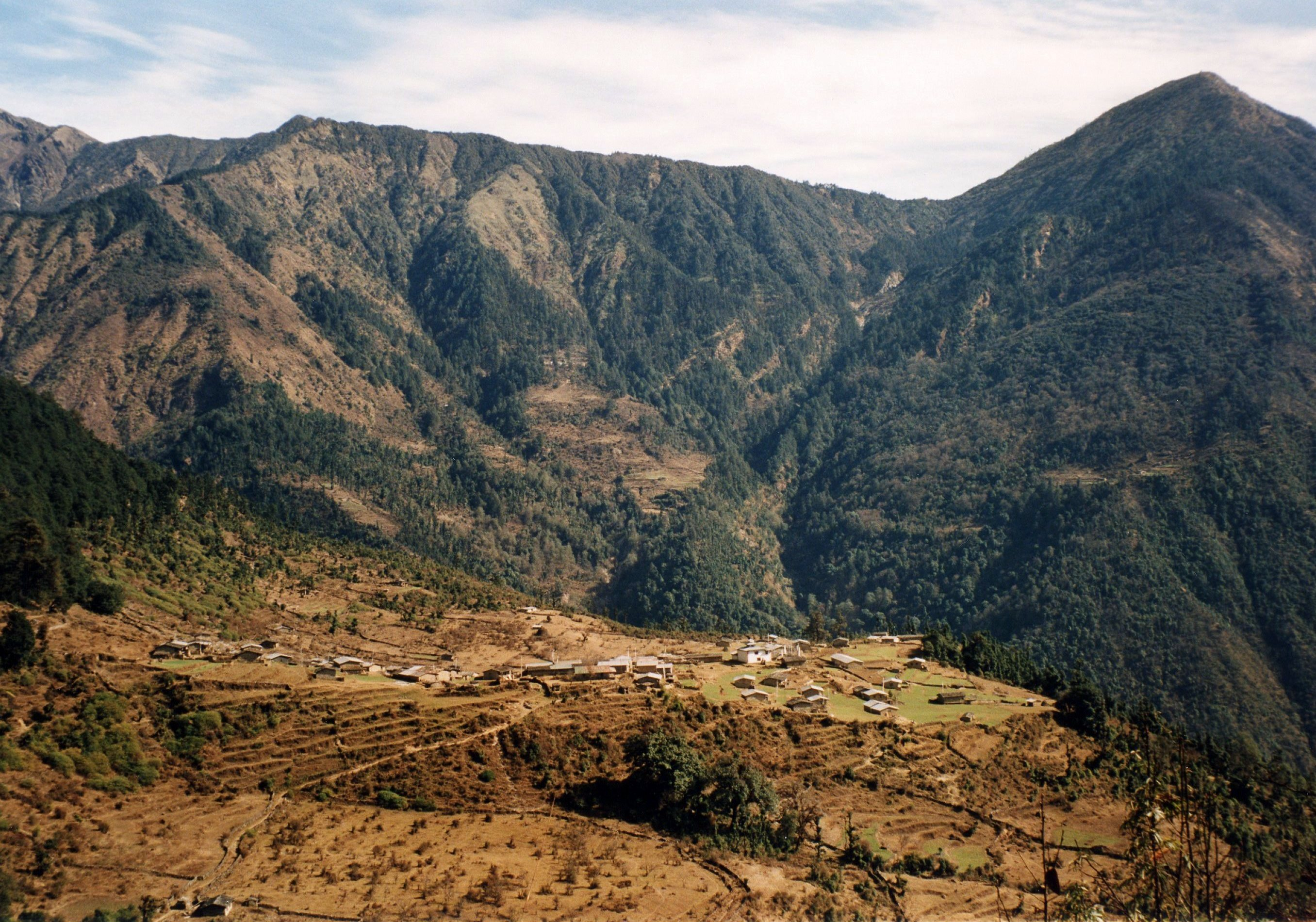
Малемчигаон, 2591m

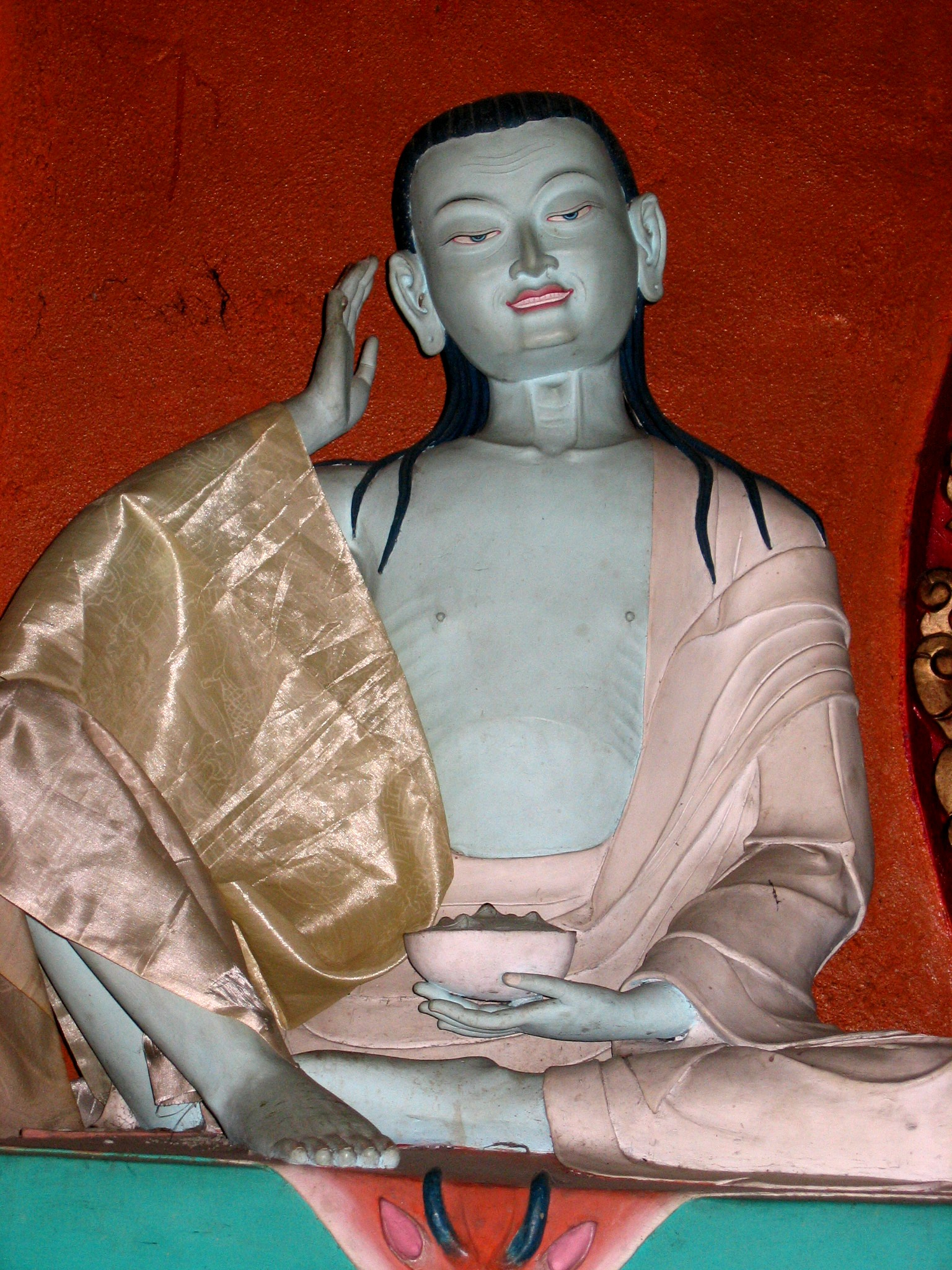
Статуя Миларепы в монастыре Миларепа-Гомпа в долине

Хеламбу (непальск. हेलम्बू) — горный район Непала, к северу от Катманду. В Хеламбу проживают народы йолмо и таманги, название района производится от слова йолмо (в произношении «хьёлмо»).
Хеламбу примыкает с запада к Лангтангу и разграничивается перевалом Лаурибина-ла, ведущим к озеру Госайкунда. В регионе имеется немало буддийских монастырей. Здесь были Падмасамбхава и Миларепа. Падмасамбхаве посвящён монастырь около деревни Малемчигаон, знаменитый пещерами, которые использовались для медитации. Миларепе посвящён специальный монастырь Миларепа-Гомпа. Район знаменит своими сладкими яблоками. Через Хеламбу проложен туристский маршрут.